# The Vegetable System
The Vegetable System (abreviado Veg. Syst.) es un libro con ilustraciones y descripciones botánicas que fue escrito por el escritor, dramaturgo, novelista, botánico, micólogo, pteridólogo, algólogo inglés John Hill y publicado en 26 volúmenes en los años 1759-1775 con el nombre de The Vegetable System. Or, the internal structure and the life of plants; their parts, and nourishment, explained; their classes, orders, genera, and species, ascertained, and described; in a method altogether new: comprehending an artificial index and a natural system.